# Милан Басрак
Милан Басрак, (Витасовци код Новог Града 10. јун 1957) је потпуковник Војске Републике Српске у пензији. Током рата дио је командант Друге теслићке лаке пјешадијске бригаде у саставу 1. Крајишког корпуса.

## Биографија
Послије средње школе завршио је Војну академију копнене војске, смјер пјешадија, 1980. године. Службовао је у гарнизонима Ајдовшчина, Ђаковица, Београд и Бања Лука. На посљедњој дужности у ЈНА био је помоћник начелника штаба моторизоване бригаде, у чину капетана 1. класе. У ВРС је био од 12. маја 1992. до пензионисања, 28. фебруара 2002. Био је референт за обуку у команди корпуса, командант лаке пјешадијске бригаде и начелник пјешадије у команди корпуса. У чин потпуковника унапријеђен је 16. јуна 1995. Био је члан мировне мисије у Етиопији и Еритреји (2004). Живи у Бања Луци.

## Одликовања и признања
Одликован у ЈНА:
- Медаља за војне заслуге
- Орден за војне заслуге са сребрним мачевима

Одликован у ВРС:
- Карађорђева звијезда III реда